# Valetudo
Valetudo was in de Romeinse mythologie de godin tot behoud en verkrijging van een goede gezondheid. 

## Thermen
Door de Romeinen werden veel thermen gewijd aan Valetudo, de beschermster van bronnen, die heilzaam waren voor het behoud of herkrijgen van de gezondheid.

## Provence (Frankrijk)
Aan Valetudo was onder andere een heilige bron gewijd in Glanum, een Romeinse nederzetting in Zuid-Frankrijk bij het huidige Saint-Rémy-de-Provence nabij Arles. De opgravingen met de thermen zijn er te bezichtigen.

## St.-Paul-de-Mausole
Naast deze opgravingen van Glanum ligt het voormalig klooster, thans ziekenhuis St.-Paul-de-Mausole, waar Vincent van Gogh psychiatrisch verpleegd is geweest en waar Albert Schweitzer tijdens de Eerste Wereldoorlog geïnterneerd is geweest. 

## Vereniging 'Valetudo'
Het ziekenhuis maakte ook gebruik van de bron bij het toedienen aan patiënten van wisselbaden, waar een rustgevende en heilzame werking van uitging, ook bij Vincent van Gogh, die aldaar vrijwillig en op eigen verzoek was opgenomen. Hij beleefde aldaar de bloei in zijn artistieke bestaan, want hij maakte er meer dan 100 tekeningen en 150 schilderijen.
Omdat ook van deze artistieke arbeid een helende werking bleek uit te gaan, werd in 1995 op gezamenlijk initiatief van het personeel, de dokters en de patiënten van het ziekenhuis 'Maison de Santé Saint-Paul' een culturele vereniging opgericht met als doel, kort samengevat, het stimuleren van cultuur als bezigheidstherapie.
Een deel van het ziekenhuis, waar ook de kamer van Vincent van Gogh en de badkamer met wisselbaden zich bevinden, is ingericht en te bezoeken als expositieruimte voor het werk van de patiënten.